# Drapeau de Lévis

Drapeau de la ville de Lévis

Le drapeau de Lévis est celui du régiment du Général Lévis. Un champ noir et or portant une croix blanche.
Le drapeau porte les couleurs or et noir sur une croix blanche, comme le drapeau du Québec.
L’or représente la foi en l’avenir, la force et la richesse. Le noir symbolise la fermeté et la vigilance. Le blanc donne de la perspective à l’ensemble.